# Garsås
Garsås is een plaats in de gemeente Mora in het landschap Dalarna en de provincie Dalarnas län in Zweden. De plaats heeft 169 inwoners (2005) en een oppervlakte van 85 hectare. Gårsås ligt aan de oostoever van het meer Siljan. De overige directe omgeving van Garsås bestaat met name uit bos. De plaats Mora ligt zo'n twintig kilometer ten noorden van het dorp.

## Verkeer en vervoer
Bij de plaats loopt de Riksväg 70.
Langs de plaats loopt een spoorlijn.